# Nokia (gemeente)
Nokia is een stad en gemeente in de Finse provincie West-Finland in de regio Pirkanmaa. De gemeente heeft een landoppervlakte van 288,31 km² en telt 35.346 inwoners (2022).
Het latere telecommunicatiebedrijf Nokia was oorspronkelijk in de stad gevestigd (in 1865). Het bedrijf hield zich toen bezig met papierproductie. Momenteel is Nokia niet meer actief in de stad.
De gemeente telt echter nog steeds veel industrie: onder meer rubber, papier en metaal. Nokia wordt doorgaans tot het stedelijk gebied van Tampere gerekend en telt ook veel forenzen.

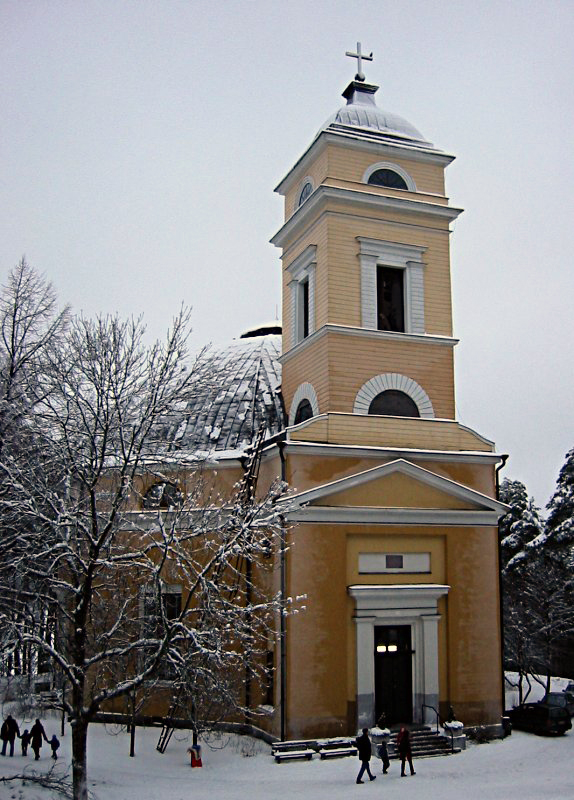
Kerk